# Karnivool
Karnivool — австралійський музичний колектив з міста Перт (місто і столиця штату Західної Австралії). Музичний стиль гурту поєднує в собі елементи прогресивного року й альтернативного року / металу.

## Біографія
Сформовані в 1997 році, Karnivool встигли випустити кілька поодиноких синглів, два EP, а також дебютний альбом Themata, реліз якого відбувся в 2005 році в Австралії (анонс в США і Європі відбувся на два роки пізніше).
Успіх команди дозволив їм виступити у себе на Батьківщині на декількох великих музичних фестивалях, таких як «Big Day Out» і «Rock-It». Незабаром після випуску Themata пішов тур разом з іншою австралійською альтернативно-прогресивною командою Cog.
Themata
Повноформатний альбом Karnivool 2005 року.

## Історія
Назва походить від давньогрецького слова «Фем» — «thema» («theme», «themata»), — термін візантійського адміністративного і військового устрою. Однак трактування цього терміна в рамках альбому оцінюється неоднозначно. Слово також може означати суб'єктивну інтерпретацію (тлумачення) устрою світу або ж самого життя, філософію, яку не можна осягнути логічно, це подібно до того, що ви інстинктивно відчуваєте вірним, і хочете пізнати саму його суть. Подібна концептуальність вельми характерна для колективів прогресивного напрямку музики.

## Дискографія
- Persona(2003,EP)
- Themata (2005,LP)
- Sound Awake (2009,LP)
- Set Fire To The Hive (2009, EP)
- All I Know (2010,сингл)
- Asymmetry (2013,LP)

## Нагороди та досягнення
На врученні премій WAMi Awards (Western Australian Music Industry Awards) — «Нагородження за досягнення в музичній індустрії Західної Австралії» у 2007 році Karnivool виграли п'ять нагород:
- «Найпопулярніший виступ»
- «Найпопулярніший живий виступ»
- «Найкращий чоловічий вокал» (Ian Kenny)
- «Найкращий гітарист» (Andrew Goddard)
- «Найкращий Хард-рок виступ»

Три пісні колективу брали участь у хіт-параді «Triple J» (австралійська радіостанція):
| Композиція   | Рік  | Місце |
| ------------ | ---- | ----- |
| Themata      | 2005 | #97   |
| Roquefort    | 2006 | #45   |
| The Only Way | 2007 | #62   |